# بونت آفين
 بونتآفين، (بالفرنسية: Pont-Aven)‏، تنطق:(‎pɔ̃tavɛn‏)، هي بلدية في إقليم فنستير، منطقة بريتاني، في شمال غرب فرنسا.